# Wietersdorfer

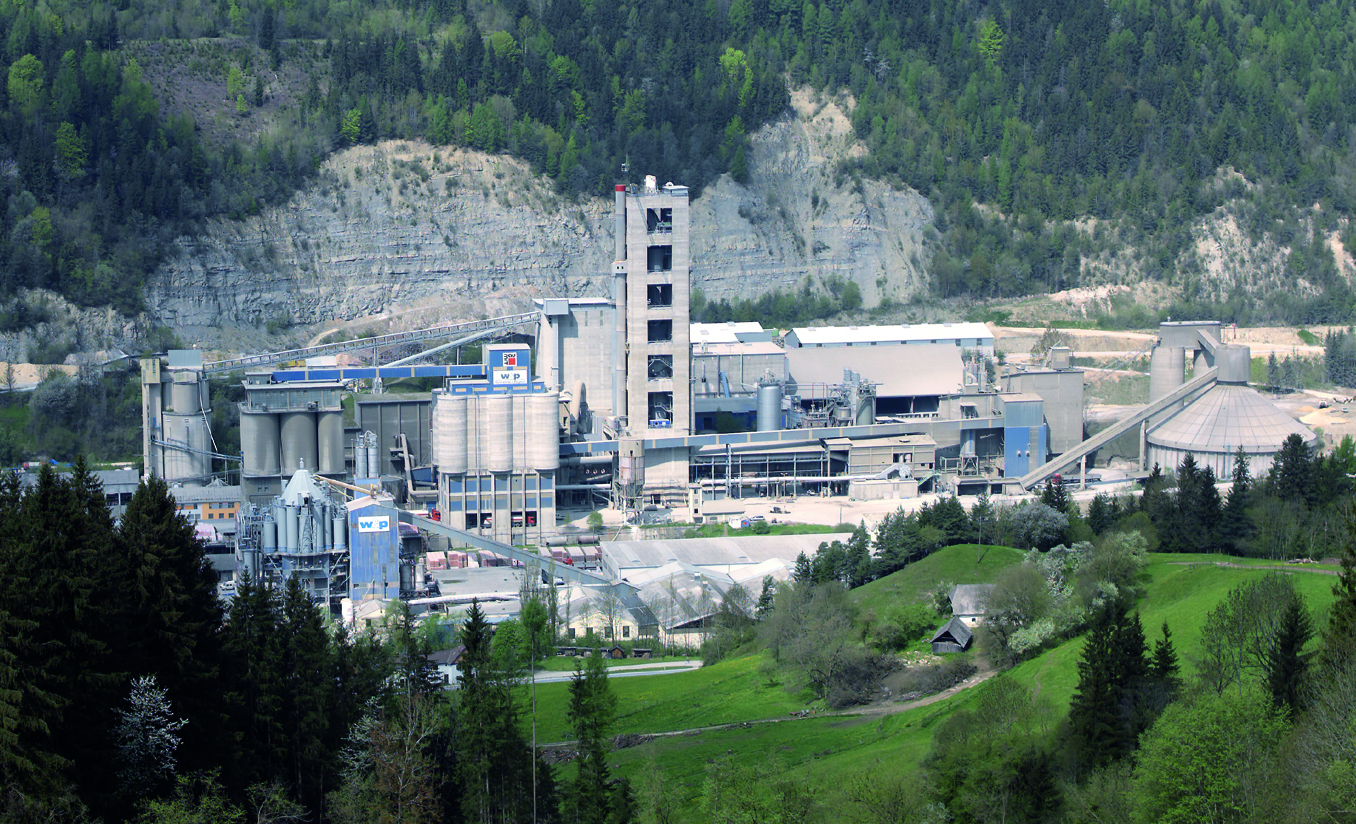
Werk Wietersdorf

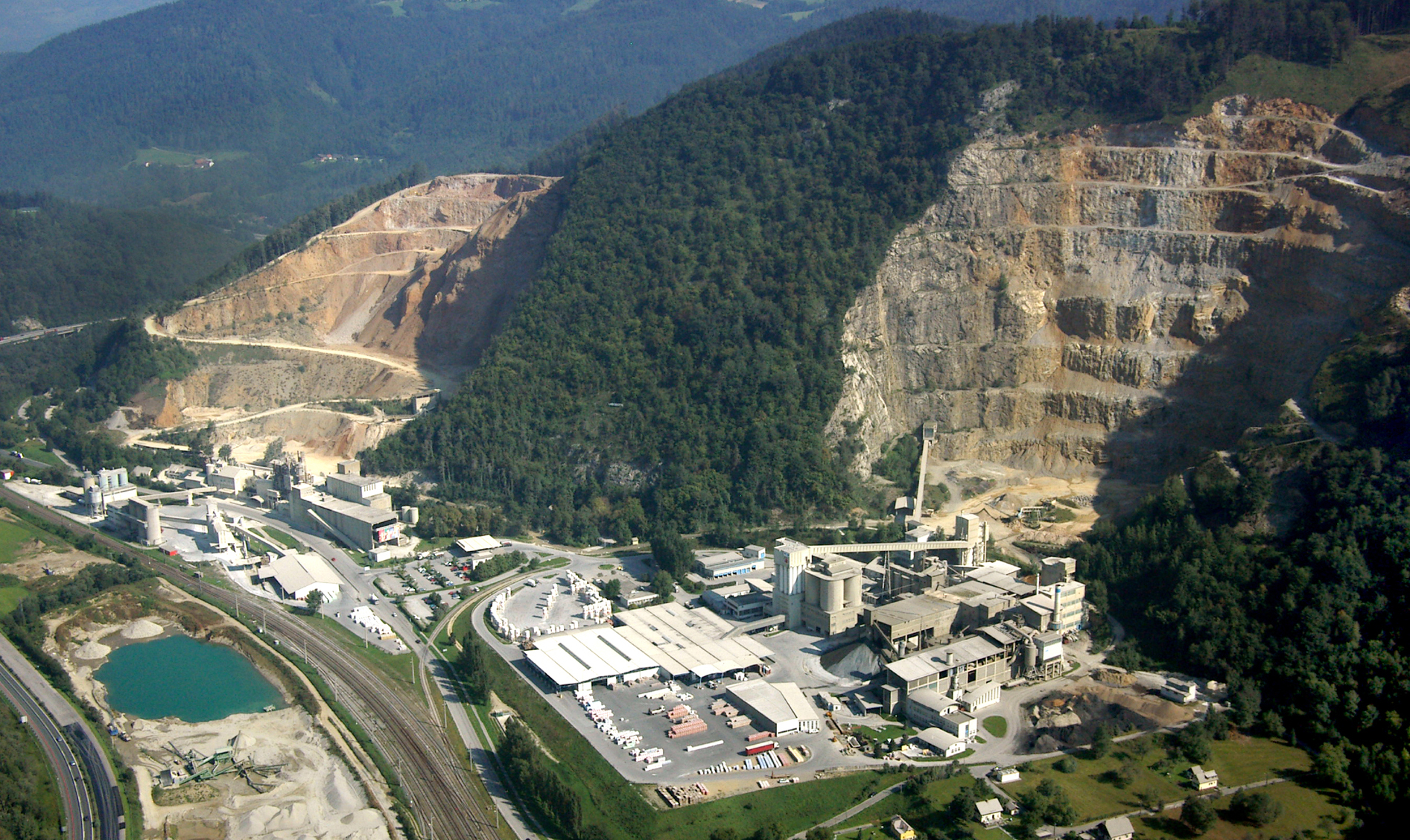
Werk Peggau

Die WIG Wietersdorfer Holding GmbH ist die Konzernobergesellschaft eines österreichischen industriellen Mischkonzerns mit Hauptsitz in Klagenfurt am Wörthersee. 
Eigentümerin ist die zu hundert Prozent im Familienbesitz befindliche Gesellschaft Knoch, Kern & Co. KG. Die Unternehmensgruppe ist durch Tochtergesellschaften und Beteiligungen in über 22 Ländern mit 49 Produktionsstandorten aktiv und vermarktet die Marken Poloplast, Amiblu, Hobas, Alpacem und InterCal.

## Geschichte
Im Jahr 1893 begann Johann Hofbauer in Peggau mit einer Kalkstein- und Schottergewinnungsanlage. Der Kalkstein wurde in den ersten Jahren noch ohne weitere Bearbeitung verkauft und in erster Linie für den Straßen- und Bahnbau verwendet.
Das Stammwerk der Wietersdorfer Gruppe wurde ebenfalls 1893 von den Brüdern Philipp, Gottlieb und Karl Knoch als „Wietersdorfer Cementwerke Phil. Knoch & Cie“ im 35 km von Klagenfurt entfernten Wietersdorf gegründet. Es war damals eines von sieben Zementwerken im Herzogtum Kärnten und nahm am 10. Oktober 1893 die Produktion auf. Bereits 1894 wurde die Fabrik um drei Romanöfen erweitert, da die Betriebstemperatur im vorhandenen Schachtofen zu gering war und somit die gewünschte Qualität des Zements nicht erreicht werden konnte.
Bis 1902 wurde der Betrieb um weitere drei Portlandöfen, drei Libanöfen und einen Schlegelofen erweitert, womit dann zehn Öfen verschiedener Art produziert werden konnte, wobei sich die damalige Tagesleistung aufgrund der Bauform als Schachtöfen, noch auf wenige Tonnen beschränkte.
1915 wurden im nahegelegenen Villach die Alpenländischen Asbest-Schiefer-Werke „Durit“ übernommen und die Produktion von Asbest-Dachplatten aufgenommen. Während des Ersten Weltkrieges stieg der Zementbedarf rapide und große Mengen wurden für den Ausbau der Alpini-Garnison und Stellungsbefestigungen in Tarvis geliefert. Um die Produktion zu optimieren, wurde die w&p Zement GmbH gegründet und um eine übernommene Portland-Cement-Fabrik in Hornburg ergänzt. Kriegsbedingt musste die Produktion der Asbestdachplatten ab 1917 unterbrochen und konnte erst 1919 wieder aufgenommen werden.
Nachdem im Jahre 1931 die Wietersdorfer Zement- und Durit-Werke um eine Benützungsbewilligung (Kollaudierung) einer Rohranlage ansuchten, verlangte die zuständige Behörde, dass das rückfließende Brauchwasser der bestehenden Kläranlage nochmals geklärt werde müsse, bevor es in natürliche Gewässer einfließt. Die notwendigen Rohrsysteme wurden mit einer angeschafften und optimierten Rohrherstellungsmaschine selbst produziert, und diese bildete letztlich die Grundlage für den weiteren Produktionsbereich „Rohrsysteme“.
1939 wurde ein weiterer Brennofen in Betrieb genommen, welcher nach dem LEPOL-Verfahren arbeitete und allein eine Tageskapazität von 200 Tonnen Zement gewährleistete. Nachdem 1940 durch die staatlich kontrollierte Verkaufsgemeinschaft Süd-Ost 71.000 Tonnen Zement (entspricht einer damaligen Tagesproduktion für 355 Tage) bestellt wurden, welche überwiegend bei der Errichtung des Südostwall benötigt wurden, waren die Zementwerke bis zum Ende des Zweiten Weltkriegs ausgelastet.
Ab dem 1. März 1949 pachtet die Firma Alois Kern die Zementfabrik und deren Anlagen in Peggau und errichtete das bereits vor dem Krieg geplante und in Bau befindliche neue Zementwerk, in welchem im September 1949 die Zementproduktion anlief. Diese war in den ersten Jahren noch nicht sehr ökonomisch, da in ein und derselben Mühle sowohl das Rohmaterial als auch der Zement gemahlen werden musste. 1953 wurde daher eine eigene Rohmaterialmühle in Betrieb genommen, wodurch sich die Jahreskapazität von durchschnittlich 30.000 Tonnen Zement im Jahr 1953 auf rund 50.000 Tonnen im Jahr 1955 erhöhte. Erst 1958 konnten die Anlagen, welche sich bis dahin im „Deutschen Eigentum“ befanden und von den Besatzungsmächten verwaltet wurden, durch Alois Kern erworben werden. 1959 wurden schließlich die Gesellschafteranteile an den Peggauer Zementwerken von Alois Kern und den Wietersdorfer Zementwerken Phil. Knoch & Co. ausgeglichen.
1955 wurde die Firma Poloplast in Wegscheid am Stadtrand von Linz gegründet und 1957 das Unternehmensportfolio um den Geschäftsbereich HOBAS Rohrsysteme erweitert.
1968/69 wurden gemeinsam mit der Technischen Universität Graz die Produkte ThermoMörtel, ThermoPutz und ThermoSchlitzmörtel entwickelt. Diese Produkte wurden aus Perlite hergestellt, welches sich bei hoher Temperatur aufbläht und so sein ursprüngliches Volumen bei gleichzeitiger Erhöhung der Wärmedämmeigenschaft um den Faktor 15 bis 20 erhöht. Diese Produkte wurden ab 1970 vermarktet. Ab Ende der 1970er Jahre wurde den Putzen als Alternative zu den Perliten auch Polystyrol beigemengt, was zwar die Wärmedämmeigenschaft deutlich verbesserte, aber die Druckfestigkeit reduzierte. Mit der ab Mitte der 1980er Jahre auch in Österreich fortschreitenden Verbreitung der Wärmedämmverbundsysteme wurden diese Dämmputze/-mörtel schließlich aus dem Fassadenbereich weitgehend zurückgedrängt.
Mit der Inbetriebnahme eines neuen Werkes mit einem Rotationsofen und Satellitenkühlern bei Salonit Anhovo im Jahre 1977 konnte eine Kapazität von einer Million Tonnen Zement pro Jahr erreicht werden.
Ein Jahr später wurde bei HOBAS Rohrsysteme in Wietersdorf die Schleuderrohrproduktion im Durchmesserbereich von 600 – 1400 mm aufgenommen. Die ersten Exportprojekte, z. B. die Erneuerung der Rohrleitungen am Kraftwerk Amsteg, konnten realisiert werden.
1988 wurde gemeinsam mit den Wopfinger Stein- und Kalkwerken das Baustoffunternehmen Baumit gegründet. Die damaligen geschäftsführenden Gesellschafter Dieter Kern (Wietersdorfer) und Friedrich Schmid (Schmid Industrie Holding) bildeten damit den Grundstein für die heutige Europamarke mit Hauptsitz in Wopfing, im niederösterreichischen Bezirk Wiener Neustadt-Land.
Nachdem im Jahr 2000 durch vier Gesellschaften die Intercement d.o.o. gegründet wurde, welche ihrerseits Anteile an den Firmen Salonit d.o.o., der w&p Zementwerke GmbH und an dem Zementwerk Trbovlje hielt, wurden in den folgenden Jahren die Anteile an Trbovlje verkauft und Anteile an einem Zementwerk in Beočin (Serbien) erworben. Die Wietersdorfer sind Mehrheitseigentümer an der Intercement d.o.o. Gleichzeitig wurde die Salonit Mehrheitseigentümerin der IGM Zagorje d.o.o. in Zagorje ob Savi und der Solkanska industria apna d.o.o. (SIA) und es wurden weitere Beteiligungen bei mehreren Transportbetonwerken sowie zu Firmen in den Bereichen Baustoffe, Umwelt und Engineering erworben.
Um die Konzernbeteiligungen zu bündeln und besser führen zu können, wurde 2007 die Wietersdorfer Baustoffe Beteiligungen (WBB) gegründet.
2011 kam es zu einer Firmensplittung und Neuausrichtung der Geschäftsfelder. Aus der Wietersdorfer & Peggauer Zementwerke GmbH wurden die w&p Zement GmbH, w&p Baustoffe GmbH und w&p Kalk GmbH. Diese drei neuen Unternehmungen sind Teil der fünf neuen Geschäftsfelder Zement und Beton, Kalk, Baustoffe, POLOPLAST und HOBAS.
2014 wurde festgestellt, dass im Görtschitztal Grenzwertüberschreitungen an HCB vorliegen. Da im Werk Wietersdorf eine thermische Entsorgung von HCB-haltigem Blaukalk im Rahmen der Sanierung der Deponie der Donau Chemie in Brückl durchgeführt wird, wurde ein Zusammenhang nachgewiesen und dem Werk die Genehmigung für die Verwertung von Blaukalk entzogen.
Im Jahr 2017 wurde die Baustoff-Sparte, die 27 Unternehmen in 14 Ländern umfasst und 650 Mitarbeiter beschäftigt an Wopfinger Baustoffindustrie verkauft. Dies umfasst auch die Markenrechte der Marken „Baumit“ und „Kema“.

## Geschäftsfelder

### Zement & Beton – Alpacem
Im Geschäftsfeld Zement und Beton sind alle Aktivitäten rund um Entwicklung, Produktion, Weiterverarbeitung und Vertrieb von Zementen und Betonen gebündelt.
Die w&p Zement GmbH ist eine der drei Nachfolgefirmen der Wietersdorfer & Peggauer Zementwerke GmbH (neben w&p Baustoffe GmbH und w&p Kalk GmbH) mit Standorten in Peggau und Wietersdorf. Sie ist ein Produzent von Zement und Bindemitteln. Das Unternehmen wurde 1893 als Wietersdorfer Portland und Roman Cementwerke Philipp Knoch von Philipp, Karl und Gottlieb Knoch gegründet und bildet den Grundstein der heutigen Unternehmensgruppe.
1987 fusionierten die damaligen Wietersdorfer Zementwerke Phil. Knoch & Cie und Peggauer Zementwerke Alois Kern und bildeten die Wietersdorfer und Peggauer Zementwerke GmbH.
Die w&p Beton GmbH umfasst die Betonaktivitäten der w&p Zement GmbH. Ihr angeschlossen sind zwei Betongesellschaften (Grazer Transportbeton, Fertigbeton GmbH) direkt, sowie eine qualifizierte Beteiligung (Cerne und Transportbetonring).
w&p Beton und die dazugehörenden Tochtergesellschaften erzeugen in erster Linie Transportbeton
Alpacem Slovenija (vormals Salonit Anhovo d.d.): Zement wird am Standort Anhovo seit 1921 produziert. Alpacem Slovenija produziert Standardzementsorten sowie Sonderzemente wie SALODUR und GEODUR. Letzterer ist für Spezialanwendungen der Erdöl und Erdgasindustrie und für chemische Belastungen geeignet.
Darüber hinaus produziert Alpacem Slovenija auch die Maltit-Linie – Halbfertigprodukte (Mauermörtel und Estriche).

### Kalk – InterCal
Im Geschäftsfeld Kalk werden alle kalkproduzierenden Unternehmen der Wietersdorfer zusammengefasst.
Die w&p Kalk GmbH, ist eine der drei Nachfolgefirma der Wietersdorfer & Peggauer Zementwerke GmbH (neben w&p Baustoffe GmbH und w&p Kalk GmbH). mit Standorten in Peggau und Wietersdorf
Baukalk wird in Peggau für verschiedene Industrien und Einsatzzwecke gebrannt. Im Bauwesen kommt Kalk in verschiedenen Formen zur Bodenstabilisierung, im Verkehrswegebau sowie im Hochbau – dort vorwiegend als Kalkhydrat – zum Einsatz. Im Umweltschutz findet Kalk seine Verwendung in der Aufbereitung von Trink- und Brauchwasser sowie bei der Abgasreinigung. Für die Landwirtschaft produziert w&p unter anderem Kalke zur Bodendüngung, als Futterzusatzmittel oder zur Desinfektion. Im industriellen Bereich sind die Stahl- und Papierindustrie Großabnehmer für gebrannte Kalke.
In der Firma INTERCAL d.o.o. (früher Licka Tvornica Vapna d.o.o. kurz LTV) werden die Kalkaktivitäten der Wietersdorfer in Kroatien zusammengefasst.
INTERCAL hat ihren Sitz in Sirač, wo auch das Hauptwerk steht. Ein zweites Werk befindet sich in Ličko Lešće auf halbem Weg zwischen Rijeka und Zadar. Das Unternehmen konzentriert sich auf die Produktion von dolomitischen Kalken. Diese sind eine Beimischung für Stahlerzeugungsprozesse. Als Kalkhydrat zeichnet sich der dolomitische Kalk durch eine sehr gute Verarbeitbarkeit als Baustoff aus.
Das Unternehmen IGM Zagorje (Industrija Gradbenega Materiala Zagorje d.o.o.) ist eine Tochtergesellschaft der Salonit d.d. Gruppe und wird organisatorisch dem Geschäftsfeld Kalk hinzugerechnet.
Es werden verschiedene Kalksorten, vor allem für ökologische und technologische Zwecke, produziert. Der Branntkalk ist für die Eisenindustrie, für die Produktion von Porenbetonsteinen und für die Abwasserreinigung bestimmt. In Zagorje werden auch Kalkhydrat und Sumpfkalk hergestellt. Des Weiteren gibt es auch groben und feinen Kalkmörtel sowie Kalksteinmehle, letztere für die Anwendung in der Land- und Forstwirtschaft.

### PP-Rohrsysteme – Poloplast
Die Poloplast GmbH & Co KG entwickelt und produziert Rohrsysteme aus Kunststoff für vielseitige Anwendungen. Gegründet im Jahr 1954 von den Gebrüdern Anger in Linz, wird das Unternehmen ein Jahr später zu je 50 % durch die Durit Werke Kern & Co aus Klagenfurt sowie die Firma Hatschek aus Vöcklabruck übernommen und firmiert seitdem unter „Poloplast“. 1997 wird die Poloplast eine 100 %-Tochter der Wietersdorfer Gruppe.
Der Schwerpunkt der Unternehmensaktivitäten liegt im Bereich der Rohrsysteme – primär für die Anwendungen Hausabfluss, Trinkwasser, Kanalisation und Wasserversorgung. Im Geschäftszweig Compounding entwickelt und fertigt Poloplast Spezialcompounds für unterschiedliche Kunststoff-Anwendungen.
Mit Hauptsitz in Leonding (Oberösterreich) und einem Tochterunternehmen in Ebenhofen (Deutschland) erwirtschaftete Poloplast im Jahr 2016 unter der Leitung von Wolfgang Lux, Jürgen Miethlinger und Klaus Tonhäuser mit rund 380 Mitarbeitern einen Umsatz von ca. € 106 Mio.

### GFK-Rohrsysteme – Amiblu und HOBAS
Hobas wurde 1957 in Basel gegründet, bildete ab 1984 ein Joint Venture mit der Wietersdorfer Gruppe und wurde später vollständig erworben. Das Unternehmen produziert seit vielen Jahren geschleuderte, glasfaserverstärkte Kunststoffrohre (GFK) und seit 2009 – im Teilunternehmen Hobas Kunststofftechnik – auch gewickelte GFK-Rohre für Sonderanwendungen. Hobas entwickelte sich im Laufe der Jahrzehnte zu einem internationalen Hersteller von geschleuderten und gewickelten, glasfaserverstärkten Rohrsystemen mit Durchmessern von 25 bis 4000 mm. Diese werden in verschiedenen Bereichen eingesetzt: zur Abwasserent- und Trinkwasserversorgung, für Wasserkraftwerksleitungen, industrielle Sonderapplikationen, Be- und Entwässerungssysteme aber auch in der Funktion von Tanks und Behältern. Die Rohre werden oberirdisch (z. B. mittels Aufhängern oder -lagern), im offenen Graben, grabenlos und unter Wasser verlegt.
Durch unternehmenseigene Organisationen sowie Vertriebspartner ist Hobas global in Europa, Nord- und Südamerika, Australien und Asien vertreten. Die Beteiligung an Hobas wurde 2017 in ein 50-50 joint-venture mit der saudischen Amiantit Gruppe eingebracht, die auch deren europäischen Aktivitäten umfasst und unter dem Namen Amiblu firmiert.

## Industriemineralien

### Calcit
Die Firma Calcit d.o.o. hat ihren Sitz in Stahovica in der Nähe von Kamnik rund 30 Kilometer nördlich von Ljubljana. 2006 hat sich die Wietersdorfer an diesem Unternehmen mit rund 110 Mitarbeitern beteiligt.
Die Produkte dieser Firma werden in der Papier- und Kunststoffindustrie, der Glasindustrie, landwirtschaftlichen und in der Baustoffindustrie, speziell für Fassadensysteme, verwendet.

## Auszeichnungen
- 2012 Top Exporteur durch die Wirtschaftskammer Österreich[15]
- 2024 Austria's Leading Companies Kärnten: Platz 1[16]
- 2024 Austria's Leading Companies: Platz 2[16]